# Албанци у Србији
Албанци су друга по величини етничка група у Србији, после Срба. Према попису из 2022. године, 61.687 Албанаца живи на простору централне Србије и Војводине, док их на Косову и Метохији има 1.454.963, где чине етничку већину. Говоре албанским језиком и највећи део је исламске вероисповести. Албански је, поред српског, службени језик на Косову и Метохији.

## Историја
Масовна исламизација Албанаца током турске власти битно је одредила даљи ток српско-албанских односа.
Након Велике сеобе Срба која је значајно утицала на промену демографске слике Србије односно Косова и Метохије, од 1700. године, племена Кељмендији и Кучи, као и друга племена попут Шкријеља из Ругове, настанили су се у области Рожаја и суседном граду Тутину. Племена Шала, Краснићи и Гаши такође су се доселила у овај крај. Почев од 18. века, многи припадници племена Хоти досељавали су се у данашњу Рашку област, углавном на подручје Тутина али и у Сјеницу. У доба развоја трговине у османском Балкану, албански трговци из Скадра, Приштине и Призрена насељавали су се у Београдски пашалук. Групе Албанаца са Косова и Метохије населиле су подручја Карановца (данашњег Краљева) и Ћуприје. Албанци су били бројна несловенска група у Смедеревском крају, друга по бројности муслиманска група у пашалуку и бројчанјо заначајан део муслиманског становништва, заједно са муслиманским Србима, Бошњацима и мањим заједницама. У градским срединама, Албанци су живели у Параћину, Ћуприји, Алексинцу, Крушевцу и Карановцу. Највећа концентрација Албанаца у овом историјском периоду била је у Ћуприји, за коју је књижевник Јоаким Вујић 1826. забележио да је било више „турских Арнаута него Срба”.
Албанци су током турске власти вршили разне видове насиља према Србима и били су верски нетолерантни. Насиља и злочини Албанаца била су стална током читавог 18. и 19. века и нарочито су интензивирана након Прве призренске лиге. Инострани путописци и посетиоци, највише из Италије и Ватикана, оставили су записе о насиљу и злочинима Албанаца над Србима и другим хришћанима. Симплицијано Бизозери у књизи La Sacra Lega Contro La Potenza Ottomana наводи да су Турци и Албанци једнако убијали све цивиле, без обзира на пол и старост. Срби из Пећи 1864. пишу сулатну Абудл-Азизу 1864. и наводе да трпе убиства, силовања, терање на промену вере, пљачке, разбојништва и скрнављења. Описују случај цркве Беолопоље, коју су Албанци раскопали до темеља и себи сазидали куће, штале и димњаке. Француски писац Виктор Берар је 1896. је писао да је пред Албанцима сваки Словен приморан да бежи или умре. Он говори о томе да се Албанци спуштају у долине и убијају, силују и краду, дајући себи право на ове злочине јер су муслимани.
Група Албанаца новембра 1915. напада у и масакрира групу болесник српских војника који су били смештени у конаку манастира Светог Марка Коришког, као и групу цивила стараца.
Фашистички окупатор је током Другог светског рата на територију Косова и Метохије населио до 72.000 Албанаца из Албаније.
Албанци су за постизање својих политичких идеја у Југославији често користили децу. У периоду од 1981. до 1988. албанска деца су извршила преко 900 каменовања возова, махом из политичких побуда. Као епископ-рашко призренски будући патријарх Павле је писао 1969. о више злочина Албанаца, попут пљачке, уништавања цркви, физичких напада на монахиње и каменовања верника које су чинила албанска деца. У одређеним случајевима крађа су албанска деца идентификована као починиоци, иако је за неке злочине било немогуће да их учине деца. Албански војници на одслужењу војног рока у Југословенској народној армији су током 1985. били у фокусу рада југословенских контраобавештајних снага, пошто је неколико алабанских група планирало нападе на војнике и становништво тровањем храном и постављањем експлозива.
Попис 1991. бојкотован је од стране албанске националне заједнице, док пописи 2002, 2011. и 2022. године нису спроведени на територији АП Косово и Метохија, док је онај из 2011. у општинама Прешево и Бујановац бојкотовала већина Албанаца.
До октобра 1999. 76 српских цркава и манастира било је под нападима ОВК, посебно су страдали цркве и манастири у руралним срединама у којима више није било Срба. Након уништења Албанци су радили на потпуном уклањању трагова постојања цркава и манастира. До 2003. је опљачкано, оскрнављено и спаљено 107 цркава и манастира. У исто време, Албанци су радили на уништавању православних гробаља. Према подацима Епархије рашко-призренске и ОЕБС-а, преко 9750 надгробнених споменика је уништено или оштећено до 2011. У периоду од јуна 1999. до новембра 2001. уништена је једна трећина српске духовне и културне баштине и протерано је 250.000 Срба. Од 2004. забележен је низ пљачки, напада и каменовања српских цркви и манастира. Такође, учестали начин вандализма је уклањање оловног крова, што има велике последице по унутрашњост цркви и манастира, нарочито стање фресака.
Јануара 2024. група грађана Куршумлије је у центру места протестовала и затражила заштиту државних органа због учесталих упада наоружаних банди Албанаца са Косова и Метохије, који краду дрва, приватну и државну имовину.

## Пописи Србије
- 1948: 532.011
- 1953: 565.513
- 1961: 699.772
- 1971: 984.761
- 1981: 1.303.034
- 1991: 78.281
- 2002: 61.647
- 2011: 5.809 (види Попис становништва 2011. на Косову)
- 2022: 61.687